# 井上士朗
井上 士朗（いのうえ しろう）は江戸時代後期の俳人、医師。医師として活動する傍ら、加藤暁台門下で俳諧活動を行い、暁台の死後は名古屋の俳壇を主導した。

## 生涯
寛保2年（1742年）3月10日、尾張国守山村（愛知県名古屋市守山区）に生まれた。叔父で名古屋新町の医師・井上安清の養子となり、専庵と号し、宝暦7年（1757年）2月、医師として独立した。後に京都に上り、吉増周輔に師事、産科を得意とした。
以降の士朗の俳人としての活動は三期に分けられる。

### 支朗時代
宝暦13年（1763年）、三河国矢作で橋守園連中の『蛙啼集』に初入選した。
明和2年 - 同3年（1765年 - 1766年）頃、水野万岱の勧めで加藤暁台に入門し。明和期には武藤巴雀など年配の俳人に句を寄せている。明和5年（1768年）『姑射文庫』で初めて枇杷園の号を使用する。

### 士朗時代前期
安永3年（1774年）4月、伊藤都貢と共に京都に上り、与謝蕪村と交流。難波、伏見、大津を経て伊勢神宮を参拝して帰宅し、『幣ぶくろ』を編集した。『幣ぶくろ』で初めて士朗の字を使用する。
安永6年（1777年）12月尾張藩主御目見となる。天明4年（1784年）4月より尾張藩御用懸を務める。
寛政元年（1789年）3月、本居宣長が名古屋を訪れた際、門人録に署名している。寛政2年（1790年）、京都の二条家屋敷で加藤暁台を宗匠とする中興御俳諧之百韻が行われた際には、士朗は萌黄散服を着用した。同年、暁台に後継を打診され、これを辞退しているが、これは本業の医業があったからだと考えられる。

### 士朗時代後期
寛政4年（1792年）閏2月、多度山に参詣し、『楽書日記』を著した。同年には加藤暁台が京都で死去。以降、士朗は尾張俳壇の指導者的立場を強めていく。
寛政5年（1793年）3月、加藤暁台の墓参に上京し、吉野を回って帰り、『桜日記』を刊行した。
享和元年（1801年）2月より二之丸御次療治を務める。同年、東海道を下り、江戸で鈴木道彦、夏目成美と交流し、中山道経由で善光寺、松本、諏訪、飯田を巡って帰国し、『鶴芝集』を著した。
享和3年（1803年）4月、中風のため藩医を引退した。
文化4年（1807年）1月28日に発病するも3月下旬には快方した。この病中、見舞いに贈られた句を『花筏』に記録している。同年冬、医業を息子に譲って隠居し、松翁と号した。文化8年（1811年）古稀を迎え、各地の門弟により賀集が出版された。
文化9年（1812年）再び病状が悪化した。5月16日午刻過ぎに呼吸が苦しくなり、夜明けを待たず息を引き取った。17日戌刻、名古屋禅寺町下之切東側照運寺に金牛禅師を導師として葬られた。墓碑は名古屋大空襲で被災し、平和公園に再建された。

## 人物・逸話
住所は安隆の代より名古屋新町中程北側（旧鍋屋町二丁目13、14番地）である。天明2年（1782年）の大火後、住居東に新道が作られ、専庵横町と通称された。現在の名古屋市東区泉二丁目4、5番と6、7番の間に当たる。士朗の没後、同住所には医業の門人・宇都宮尚山が住んだ。
専庵（士朗）の医術は名古屋城下では有名で、ある時1万石を領するという藩の重臣が病に罹り、専庵が呼ばれた。治療に口を出さないことを確約した上で、熱湯を入れた塗盆に新鮮な馬糞から液を絞り出して与えた。患者が嘔吐すると、これを用いるには及ばないとして、別に薬を調合して与え、病勢が薄らいだという。
建中寺の方丈が病に罹った時、専庵が呼ばれ、治療に成功した。これに対し多額の金幣を贈られたが、これを受けず、再三の問答の後受け取り、米に換えて門前で貧民に配ったという。
長崎の画家勝野范古が三の丸屋敷長屋に差し置かれた時、画を学んだ。また、平曲を荻野検校に学んだ。

## 句集

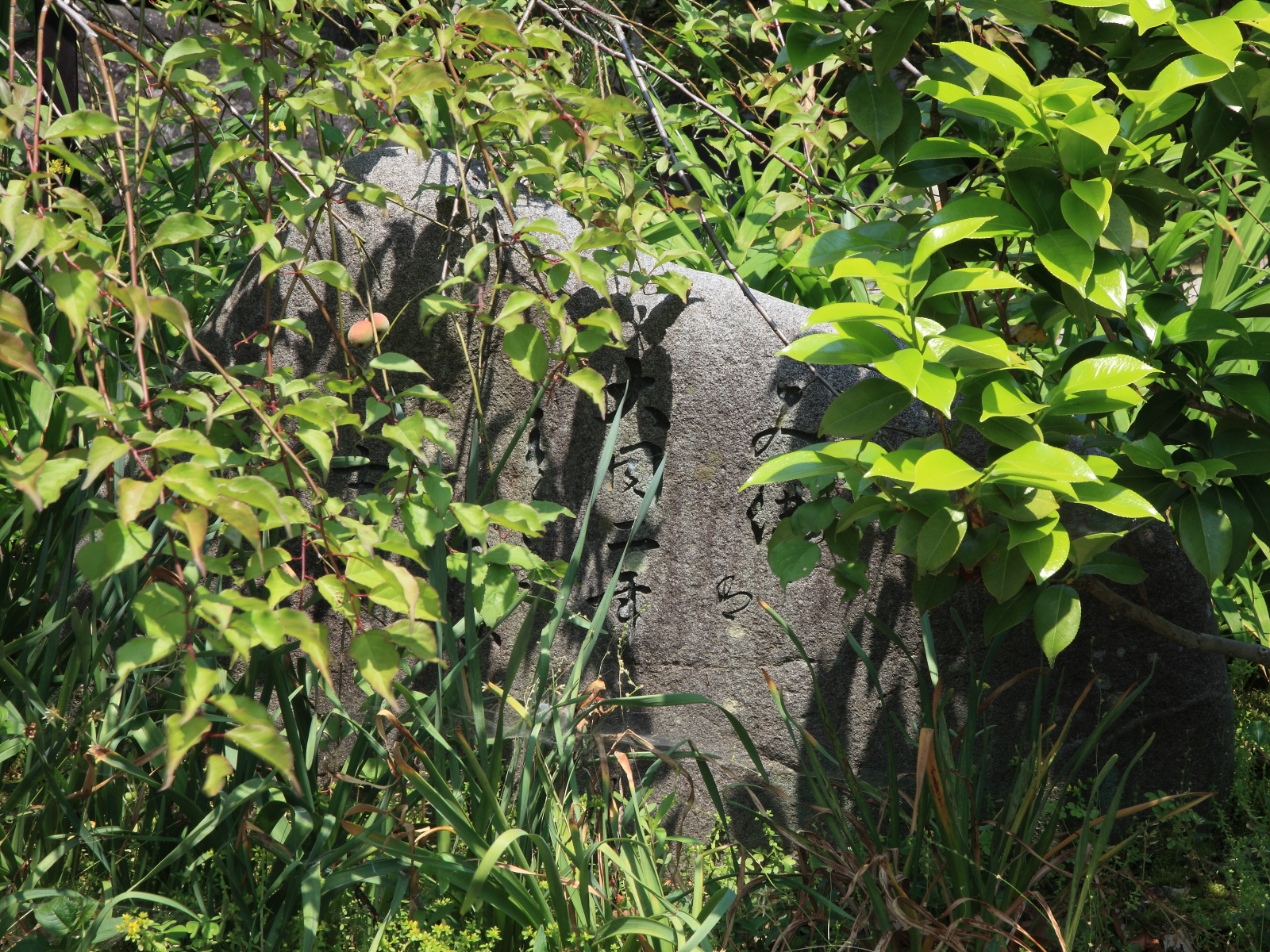
豊明市二村山句碑「み仏は大同二年すゝきかな」

士朗が関わった作品は数多く存在し、晩年や死後には句集、七部集等が度々出版された。
『枇杷園句集』
文化元年（1804年）秋桂五序があるが、松兄追悼句があるので、出版は文化4年（1807年）7月以降と見られる。
『枇杷園句集後編』
文化9年（1812年）秋、死没直後に卓池秋挙が撰したもの。
『類題句集』
文政8年（1825年）秋、岡田梅間編。
『士朗七部集』
文化8年（1825年）10月序、五彩堂桐栖輯。「草まくら」「松の炭」「昔合集」「橋日記」「ふくべ日記」「三日月集」「庵犬集」を収録。
『士朗続七部集』
「三富士合」 「続草枕」「しなかとり」「東西四歌仙」「ぬさ買」「秋の日三歌仙」「枇杷の実」を収録。
『枇杷園七部集』
文政11年（1828年）夏、岡田梅間輯。
『枇杷園七部集』
文化8年（1825年）蓼光庵月底序。
1. 「飲中八歌仙」「うらがらす集」「山吹集」「鳶の眼集」「麻刈集」「口笛集」「留守懐紙」
2. 「橋日記」「文化五歌仙」「杉本尊」「玉笈集」「花橘集」「ふくべ日記」「落梅花」
3. 「松の炭」「びはぶくろ」「松硯」「玉くしげ集」「三日月集」「名なし鳥集」「木瓜つつし」
4. 「法々華経」「草枕集」「ひとくどり」「庵犬集」「藁つと集」「閑古鳥」「名なし草」
5. 「長寿楽」「きねうた」「簑虫集」「泣瓢集」「玉兎集」「おぼろ夜集」「柴の戸集」

『士朗五七集』
『枇杷園七部集』の内容を年代順に配列したもの。

## 門人
- 鶴田卓池
- 中島秋挙
- 藤森素檗
- 久保若人
- 成沢雲帯
- 桜井蕉雨
- 高山儲史
- 遠藤曰人
- 平野平角
- 徳田椿堂
- 鈴木李東
- 長井孔阜
- 浅原推己
- 奥田青川
- 前田宇洋
- 仁木桐栖
- 長谷米彦
- 佐藤葵亭
- 秋山吾友
- 平田祥禾
- 松森其映

## 井上家
1. 井上安隆 - 享保17年（1732年）4月没[2]
2. 井上安清 - 享和13年（1728年）2月独立、寛延2年（1749年）12月御目見[2]
3. 井上専庵
4. 井上専庵 - 寛政5年（1793年）2月独立、享和3年（1803年）4月二之丸御次療治、文化4年（1807年）8月二段、文化5年（1808年）4月一段[2]
5. 井上立安 - 文化14年（1817年）丸淵仲山に入門、文政9年（1826年）4月独立、三段、文政10年（1827年）9月9日没[2]

### 家族
- 実父：亀翁宗鑑居士 - 天明3年（1783年）4月24日没[2]
- 実母：孤巌辞峰大姉 - 寛政7年（1795年）5月28日没[2]
- 義父：井上安清 - 安永5年（1776年）9月18日64歳で没[2]
- 養母：円通妙音信女 - 明和元年（1764年）8月26日没[2]
- 妻：浄証院桃萼貞源大姉 - 文化5年（1808年）3月7日没[2]
- 男子：徳山文進童子 - 明和元年（1764年）9月14日没[2]
- 男子：二代専庵 - 享和3年（1803年）4月二之丸御次療治[2]
- 女子 - 瀬戸地方へ嫁いだという[2]。